# Малая Куртяска
Малая Куртяска — гора в массиве Свидовец (Украинские Карпаты). Расположенная в северо-восточной части Тячевского района Закарпатской области, юго-восточнее села Лопухов.
Высота 1644,1 м (по другим данным — 1652 м). Расположен в западной части главного хребта Свидовецкого массива. Северо-западные и юго-восточные склоны очень крутые, местами обрывистые; значительные площади занимают полонины.
К востоку расположена гора Унгаряска (1707 м), на юго-запад — Большая Куртяска (1621,3 м). В котловине восточнее вершины расположены истоки реки Малая Шопурка.